# Atrichum giganteum
Atrichum giganteum là một loài Rêu trong họ Polytrichaceae. Loài này được (Horik.) Mizush. mô tả khoa học đầu tiên năm 1956.